# ロバート・コンラッド
ロバート・コンラッド（Robert Conrad、本名Conrad Robert Falk、1935年3月1日 - 2020年2月8日）は、アメリカ合衆国の俳優・監督。

## プロフィール
イリノイ州シカゴ出身。ロス・マーティンと共演した1965年から1969年にかけて放映されたテレビドラマ『0088/ワイルド・ウエスト』で、諜報員ジェームズ・ウェスト役で有名になった。
日本では1960年代前半に日本教育テレビ（NET）で放映された『ハワイアン・アイ』の主演で知られた。
1994年には『ワイルドハート/遥かなる荒野へ』で郷ひろみと共演した。
2002年を最後に俳優活動はしておらず引退状態となっており、2006年からは南カリフォルニアに居住していた。
2020年2月8日、カリフォルニア州マリブにて死去。84歳没。

## 私生活
コンラッドは2003年に飲酒運転をしていたことで26歳の男性の運転する自動車と衝突し、両者共に重傷を負った。後にアメリカの法規制の3倍の血中アルコール濃度であったことが検査で判明し、有罪判決を受け半年の自宅軟禁が言い渡された。

## 主な出演作品
- サンセット77 ※ゲスト出演
- ハワイアン・アイ (1959-63)
- 0088/ワイルド・ウエスト (1965-69)
- スパイ大作戦
  - <奇跡のカムバック> (1968)
  - <殺し屋> (1970)
  - <対決！ハスラーの決戦> (1972)
- 刑事コロンボ<自縛の紐> (1974)
- 最後のガンファイト (1975)
- 赤いドレスの女 (1979)
- ミスター・ウエストの奇妙な冒険 (1979)
- 続ミスター・ウエストの奇妙な冒険 (1980)
- シークレット・レンズ (1982)
- ワイルドハート/遥かなる荒野へ (1994)
- ジングル・オール・ザ・ウェイ (1996)